# The Blind Date
The Blind Date is een Britse misdaadfilm uit 2000 onder regie van Nigel Douglas. Het verhaal is gebaseerd op dat uit het boek Blind Date van Frances Fyfield.

## Verhaal
Lucy Kennedy probeert na de moord op haar zus Emma het leven weer op te pakken met de hulp van haar vrienden. Wat ze niet weet, is dat een van haar kennissen experimenteert met een datingbureau. Dit experiment stelt haar voor grote problemen.

## Rolverdeling
| Acteur               | Personage           |
| -------------------- | ------------------- |
| Zara Turner          | Lucy Kennedy        |
| Mark Letheren        | Jack De Souza       |
| Hazel Ellerby        | DCI Anthea Cooper   |
| Peter Wight          | D. I. Harry Jenkins |
| Samantha Beckinsale  | Patty               |
| Ben Miller           | Joe Maxwell         |
| Regina Freedman      | Angela              |
| Roger Morlidge       | John 'Owl' Jones    |
| Mark Aiken           | Michael Smythe      |
| Maureen O'Brien      | Mrs. Smythe         |
| Joanna David         | Diana Kennedy       |
| Matthew James Thomas | Matthew Davey       |
| Michael Elwyn        | Gordon              |
| Paul Shearer         | Reverend Flynn      |
| Matthew Brenher      | Bernardo            |
| Shaun Chawdhary      | DC Kaela            |
| Lesley Coleman       | Mrs. Munroe         |
| Laura Cox            | Mrs. de Souza       |
| Jonathan Dow         | Steven Davey        |